# Episodi di Kiss the Chef
La serie televisiva tedesca Kiss the Chef (Meine Mutter...), composta da 8 episodi da 90 minuti ciascuno, è stata trasmessa in Germania su Das Erste dal 18 maggio 2018 al 4 novembre 2022.
In Italia la stagione va in onda su Canale 5 dal 16 giugno 2022, dopo che il primo episodio è stato trasmesso in anteprima su Rai 1 il 7 agosto 2021.
| nº | Titolo originale                           | Titolo italiano        | Prima TV Germania | Prima TV Italia |
| -- | ------------------------------------------ | ---------------------- | ----------------- | --------------- |
| 1  | Meine Mutter ist unmöglich                 | Un amore stellato      | 18 maggio 2018    | 16 giugno 2022  |
| 2  | Meine Mutter spielt verrückt               | Vacanza a sorpresa     | 19 aprile 2019    | 23 giugno 2022  |
| 3  | Meine Mutter traut sich was                | Imprevisti di nozze    | 27 marzo 2020     | 30 giugno 2022  |
| 4  | Meine Mutter will ein Enkelkind            | Una visita inaspettata | 3 aprile 2020     | 7 luglio 2022   |
| 5  | Meine Mutter im siebten Himmel             | L'albero della vita    | 5 marzo 2021      | 14 luglio 2022  |
| 6  | Meine Mutter und plötzlich auch mein Vater | Il passato che ritorna | 12 marzo 2021     | 21 luglio 2022  |
| 7  | Meine Mutter gibt es doppelt               | Segreti di famiglia    | 28 ottobre 2022   | 26 agosto 2023  |
| 8  | Meine Mutter raubt die Braut               |                        | 4 novembre 2022   | inedito         |

## Un amore stellato
- Titolo originale: Meine Mutter ist unmöglich
- Diretto da: Jurij Neumann
- Scritto da: Christian Pfannenschmidt

## Vacanza a sorpresa
- Titolo originale: Meine Mutter spielt verrückt
- Diretto da: John Delbridge
- Scritto da: Christian Pfannenschmidt

## Imprevisti di nozze
- Titolo originale: Meine Mutter traut sich was
- Diretto da: John Delbridge
- Scritto da: Christian Pfannenschmidt

## Una visita inaspettata
- Titolo originale: Meine Mutter will ein Enkelkind
- Diretto da: Jurij Neumann
- Scritto da: Christian Pfannenschmidt

## L'albero della vita
- Titolo originale: Meine Mutter im siebten Himmel
- Diretto da: John Delbridge
- Scritto da: Christian Pfannenschmidt

## Il passato che ritorna
- Titolo originale: Meine Mutter und plötzlich auch mein Vater
- Diretto da: Jurij Neumann
- Scritto da: Christian Pfannenschmidt

## Segreti di famiglia
- Titolo originale: Meine Mutter gibt es doppelt
- Diretto da:
- Scritto da: Christian Pfannenschmidt

## Meine Mutter raubt die Braut
- Titolo originale: Meine Mutter raubt die Braut
- Diretto da: Bettina Schoeller Bouju
- Scritto da: Christian Pfannenschmidt